# Frivolite

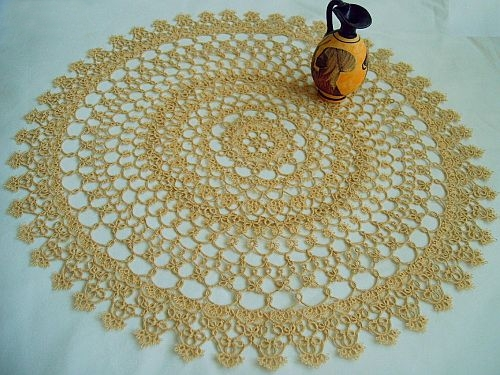
Frivolite

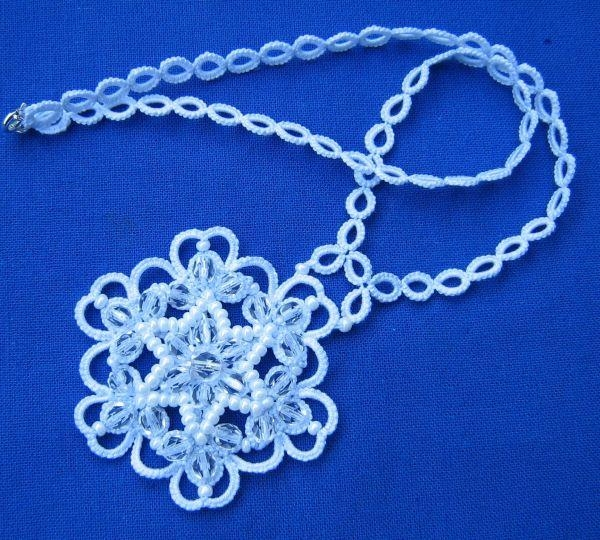
Colier realizat în tehnica de tatting cu margele si cristale ţesute.

Frivolite datează de la începutul secolului al XIX-lea. Termenul de frivolite, în majoritatea limbilor, este derivat din francezul frivolité, care se referea la natura pur decorativă a acestor obiecte textile. Tehnica a fost dezvoltată pentru a imita punctul de dantelă.